# Sullivan Bluth Studios
Don Bluth Entertainment (temporairement Sullivan Bluth Studios ) était un studio d'animation irlando-américain créé en 1979 par l'animateur Don Bluth. Le 13 septembre 1979, mécontents de leurs positions chez Disney, Bluth et plusieurs collègues quittent le studio pour former Don Bluth Productions, qui changea plusieurs fois de nom durant son histoire. En 1985, l'entreprise Sullivan Bluth Studios est créée par Bluth, l'homme d'affaires américain Morris Sullivan, John Pomeroy et Gary Goldman et elle intègre l'activité du studio.
Ce studio a produit le court métrage Banjo, le chat malicieux (1979), le long métrage Brisby et le Secret de NIMH mais aussi des animations pour la comédie musicale Xanadu, et les jeux vidéo Dragon's Lair et Space Ace.

## Histoire

### Début et premiers problèmes (1979-1984)
Le 13 septembre 1979, Don Bluth, animateur et directeur d'animation chez Walt Disney Productions, ses collègues animateurs John Pomeroy et Gary Goldman, et huit autres membres du personnel d'animation quitte le studio pendant la production de Rox et Rouky. Pour justifier son départ, Bluth évoque une bureaucratie étouffante au sein du studio Disney et de son attitude de « barattage » envers le cinéma. Avant de quitter Disney, Bluth, Pomeroy et Goldman travaillaient depuis quatre ans sur leur propre projet, Banjo the Woodpile Cat . Les animateurs ont poursuivi ce projet, formé le studio indépendant Don Bluth Productions, travaillant dans le garage et la maison de Bluth à Ventura, en Californie. Après quatre ans de production, dont une grande partie à temps partiel, Banjo the Woodpile Cat a été achevé et a été projeté en salles dans deux salles en décembre 1979. Le court métrage a ensuite été proposé à diverses chaînes de télévision et diffusé sur HBO en février 1980 puis ABC en 1982.

## Filmographie
- 1982 : Le secret du NIMH, distribué par MGM/United Artists
- 1986 : Fievel et le Nouveau Monde, Universal Pictures
- 1988 : Le Petit Dinosaure et la Vallée des merveilles, Universal Pictures
- 1989 : Charlie, MGM/United Artists (États-Unis) et Rank Film Distributors (Royaume-Uni)
- 1992 : Rock-o-rico, The Samuel Goldwyn Company (Amérique du Nord) et Rank Film Distributors (R-U)
- 1994 : Poucelina, Warner Bros.
- 1994 : Un troll à Central Park, Warner Bros.
- 1995 : Youbi, le petit pingouin, MGM/UA (Amérique du Nord) et Warner Bros. (internationales)

### Autres productions
- 1979 : Banjo the Woodpile Cat (court métrage d'animation)
- 1980 : Xanadu (séquence animée)
- 1986 : When the Wind Blows (services supplémentaires de traçage et de peinture)
- 1987 :  Les aventures des Chipmunks (animation supplémentaire)
- 1990 : The Funtastic World of Hanna-Barbera (film pour l'attraction du parc Universal Studios Florida ; animation de personnages)
- 1991 : Homère le roi des cabots (encre/peinture, appareil photo de production et travail de xerox)
- 1994 : Un homme sans importance (salle de projection)
- 1995 : Le Voleur et le Cordonnier (effets visuels et animation supplémentaires)
- 1996 : Charlie 2 (animation) [note 1]

### Films annulés
- East of the Sun and West of the Moon, un film d'animation qui devait être produit après The Secret of NIMH, mais la production a été interrompue en raison de la grève des animateurs de 1982. [5]
- La Belle et la Bête, une adaptation du conte de fées du même nom. Bluth a commencé le développement du projet en 1984, et après The Land Before Time, on s'attendait à ce que ce soit son prochain film, avec l'intention de le faire distribuer par Columbia Pictures. Cependant, Bluth et Columbia Pictures ont abandonné le projet après avoir appris que Disney avait déjà annoncé des plans pour sa propre adaptation cinématographique, sachant qu'ils ne le termineraient pas avant celui de Disney. [6]
- Satyrday, un autre film d'animation que Don Bluth développait avant An American Tail . Basé sur l'histoire de Steven Bauer, l'histoire est centrée sur le dernier humain, vivant dans un monde fantastique, qui part en quête pour récupérer la lune d'un hibou géant. L'humain fait équipe avec un satyre et un renard des neiges pour sauver la lune et découvrir le destin de la race humaine. [7] Certains des concepts du film sont entrés plus tard dans le film d'animation français Mune : Gardien de la Lune.
- The Baby Blue Whale, un film d'animation qui a été décrit comme "un Bambi sous-marin". L'histoire était celle d'une petite fille et de ses amis les animaux qui tentent de protéger une petite baleine des méchants baleiniers. Tout au long des années 1980, Bluth et son équipe ont collaboré avec le scénariste Robert Towne sur le projet, mais le projet a été abandonné et entièrement donné à Towne. [6]
- A Song of the Ice Whale, un autre long métrage d'animation qui met en scène des baleines capturées dans les glaces de l'Arctique et les efforts de plusieurs pays pour les libérer. [8]
- Piper, un court métrage d'animation basé sur la célèbre histoire du joueur de flûte de Hamelin . Alors que la production du court métrage a été annulée, un extrait d'un dessin d'animation est diffusé en ligne[9].
- Jawbreaker, une mini-série télévisée d'un garçon qui trouve une dent magique[10]. La production de la mini-série a été arrêtée lorsque Don Bluth a lancé Fox Animation Studios.

### Jeux vidéos
- 1983 : La tanière du dragon
- 1984 : As de l'espace
- 1991 : Dragon's Lair II : Distorsion temporelle
- 1992 : Maelstrom (scénario et concepts)

### Jeux vidéo annulés
- The Sea Beast and Barnacle Bill, un jeu vidéo dans le même style que Dragon's Lair et Space Ace, où un marin des années 1940 nommé Barnacle Bill tente de sauver une princesse sirène d'une méchante bête marine.
- Jason and the Golden Fleece, un autre jeu vidéo dans le même style que Dragon's Lair et Space Ace qui est basé sur la célèbre légende grecque Jason.
- Devil's Island, où vous incarnez un passager naufragé essayant de trouver un trésor, sauvez une princesse de la jungle et abattez une civilisation corrompue.
- Haywire, où vous incarnez un personnage à la Charlie Chaplin essayant de survivre et de s'échapper d'une immense usine dirigée par un homme d'affaires maléfique.
- Drac, où Van Helsing doit sauver sa petite amie de Dracula et de ses serviteurs monstres du mal avant qu'elle ne devienne l'une de ses épouses.
- Cro Magnon, où vous incarnez un homme des cavernes de Cro Magnon alors qu'il combat des dinosaures vicieux, des créatures effrayantes et un seigneur de guerre maléfique.
- Sorceress, où vous contrôlez une sorcière pour protéger son île des voleurs de temple et des braconniers.